# Royal Opera Arcade
Royal Opera Arcade est une galerie marchande de Londres.

## Situation et accès

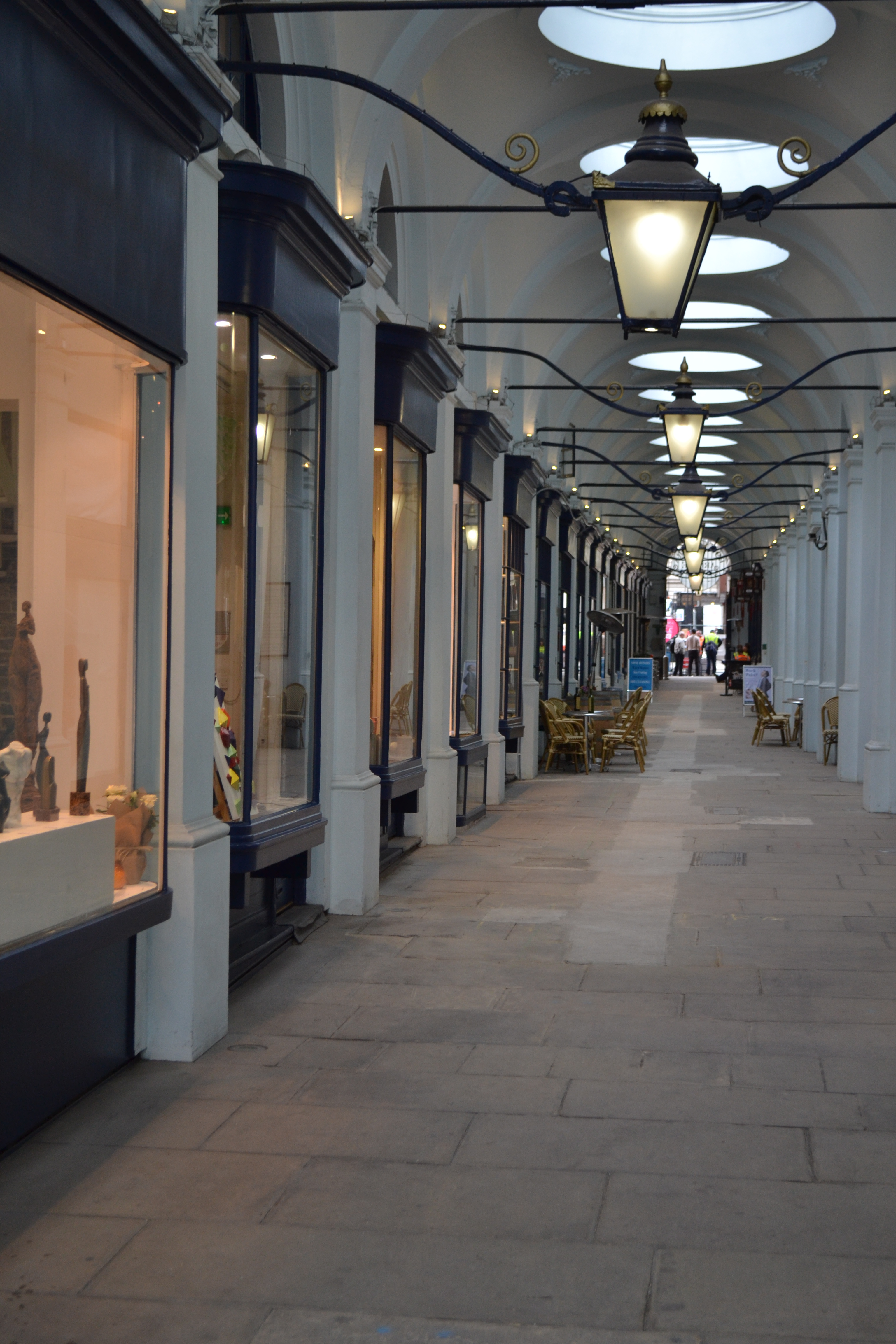
Royal Opera Arcade.

Elle est située à proximité de Waterloo Place et relie Charles II Street à Pall Mall. 
Les stations de métro les plus proches sont Charing Cross à l'est, où circulent les trains des lignes  Bakerloo  Northern, et  Piccadilly Circus au nord, desservie par les lignes  Bakerloo  Piccadilly.

## Origine du nom
Son nom évoque le grand opéra dont elle était adjacente qui brûla dans la nuit du 6 décembre 1867.

## Historique
Datant de 1816-1818, la galerie est l’œuvre de John Nash et George S. Repton. Vieille de 200 ans, c’est l’une des plus anciennes galeries de Londres.